# Bajo Manhattan
El Bajo Manhattan (en inglés: Lower Manhattan; también conocido como Downtown Manhattan o Downtown New York City) es la parte más meridional de Manhattan, el borough central para los negocios, la cultura y el gobierno en Nueva York. En 2010 tenía una población de 382 654 habitantes.
Pese a las variadas delimitaciones que se han hecho del Bajo Manhattan, la mayoría de ellas lo define como el territorio delimitado al norte por la calle 14, al oeste por el río Hudson, al este por el río Este y al sur por el Puerto de Nueva York. El distrito comercial del Bajo Manhattan, conocido como Distrito Financiero o Wall Street, es un centro de comercio líder en el mundo, que alberga a la misma Wall Street, la Bolsa de Nueva York, el Banco de la Reserva Federal de Nueva York y otras importantes instituciones financieras. En el Bajo Manhattan se encuentran algunos de los edificios más emblemáticos de Nueva York, como el ayuntamiento de Nueva York, el One World Trade Center, el Woolworth Building o el rascacielos más alto de Estados Unidos y del hemisferio occidental.
El Bajo Manhattan es el lugar donde nació la ciudad de Nueva York y durante sus primeros 225 años fue la totalidad de la ciudad. Varias fuentes han sugerido que fue uno de los lugares de más rápido crecimiento en la ciudad de Nueva York entre 2010 y 2020, un crecimiento relacionado con la afluencia de adultos jóvenes y con el importante desarrollo de nuevas viviendas.

## Geografía
El Bajo Manhattan está delimitado al norte por la calle 14, al oeste por el río Hudson, al este por el río Este y al sur por el Puerto de Nueva York. Su límite septentrional está delimitado por vías públicas a una milla y media al sur de la calle 14 y a una milla al norte del extremo meridional de Manhattan, en torno a la calle Chambers, cerca del río Hudson, al este de las entradas y el paso elevado del puente de Brooklyn. Otras dos arterias principales del Bajo Manhattan son calle Canal, aproximadamente media milla al norte de la calle Chambers, y la calle 23, aproximadamente media milla al norte de la 14.
El distrito central de negocios del Bajo Manhattan forma el núcleo de la zona al sur de la calle Chambers e incluye el Distrito Financiero, comúnmente conocido como Wall Street por el nombre de su arteria principal, y el Sitio del World Trade Center. En el extremo sur de la isla se encuentra Battery park; el Ayuntamiento está al norte del Distrito Financiero. Al sur de la calle Chambers se encuentran Battery Park City y South Street Seaport. TriBeCa se extiende a ambos lados de calle Chambers en el lado oeste; en el extremo oriental de la calle se encuentra el gigantesco Manhattan Municipal Building. Al norte de la calle Chambers y el puente de Brooklyn y al sur de calle Canal se encuentra el Barrio Chino. En esta zona se encuentran muchos edificios judiciales y otras oficinas gubernamentales.

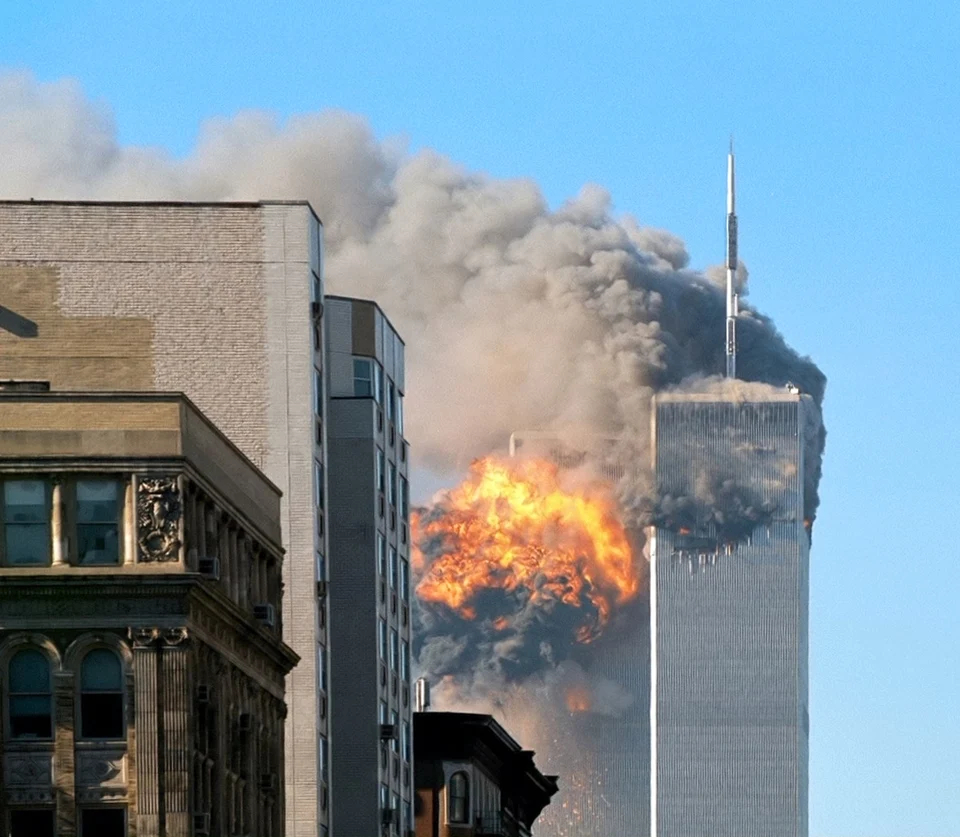
United Airlines Flight 175 impacta contra la South Tower del World Trade Center original el 11 de septiembre de 2001

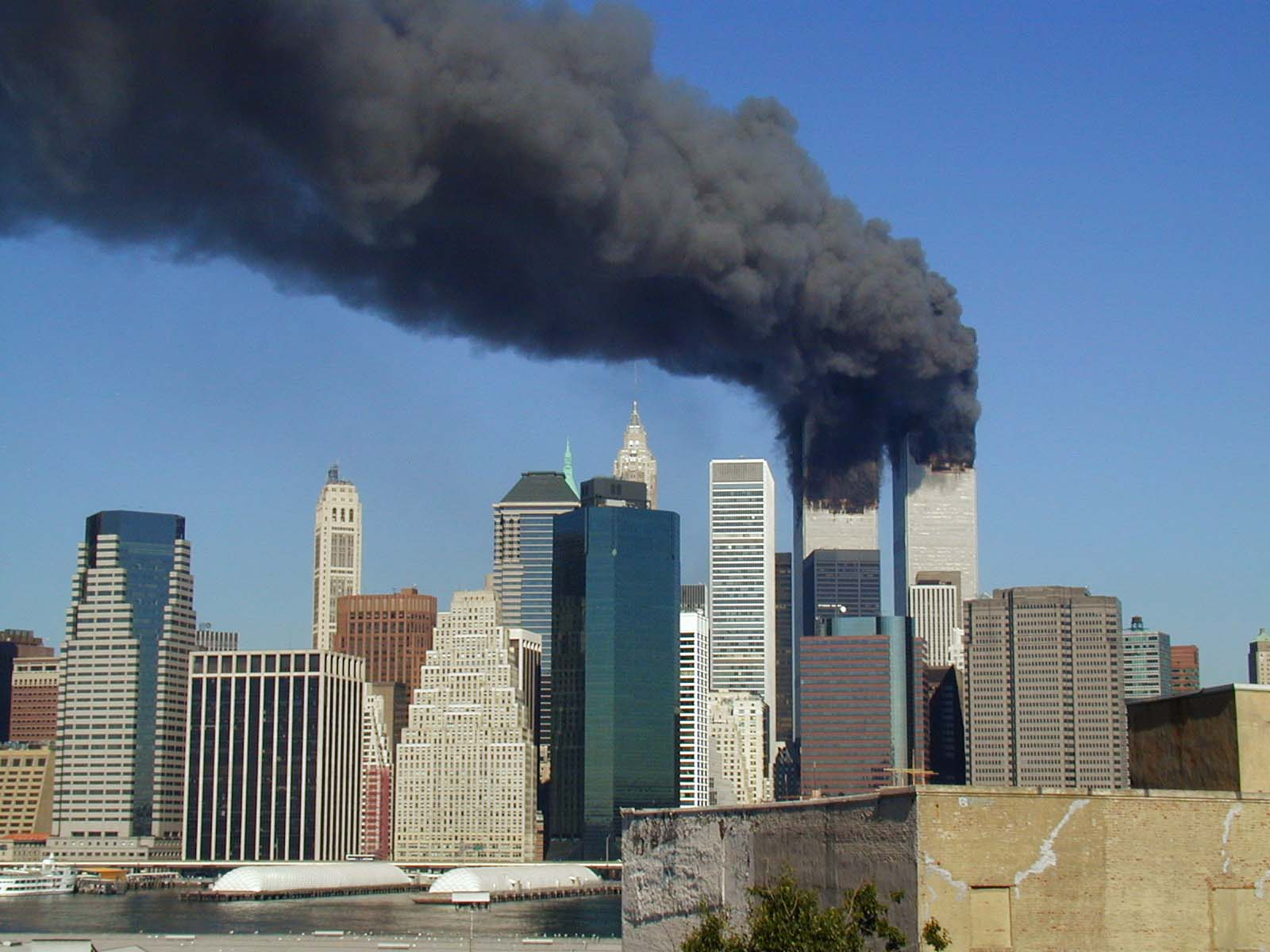
Bajo Manhattan en los atentados del 11 de septiembre de 2001

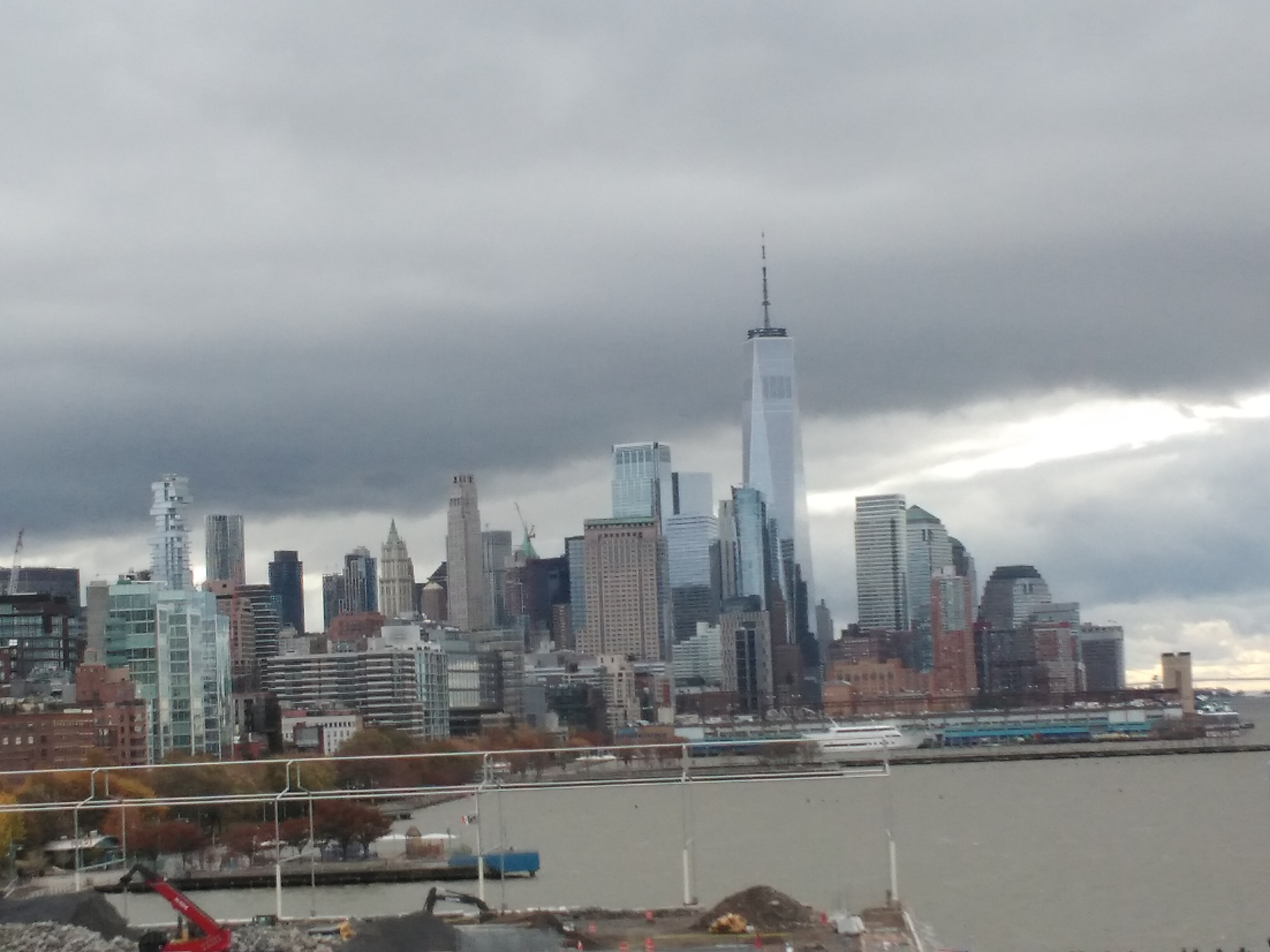
El horizonte del Bajo Manhattan, incluido el One World Trade Center, el rascacielos más alto del hemisferio occidental, tomado desde Little Island en el muelle 55 en noviembre de 2021

El barrio del Lower East Side se extiende a lo largo de la calle Canal. Al norte de esta calle y al sur de la 14 se encuentran SoHo, el Meatpacking District, el West Village, Greenwich Village, Little Italy, NoLIta, y el East Village. Entre las calles 14 y 23 se encuentran la parte baja de Chelsea, Union Square, el Flatiron District, Gramercy Park y Stuyvesant Town–Peter Cooper Village.

## Historia

### Lenape y Nueva Holanda

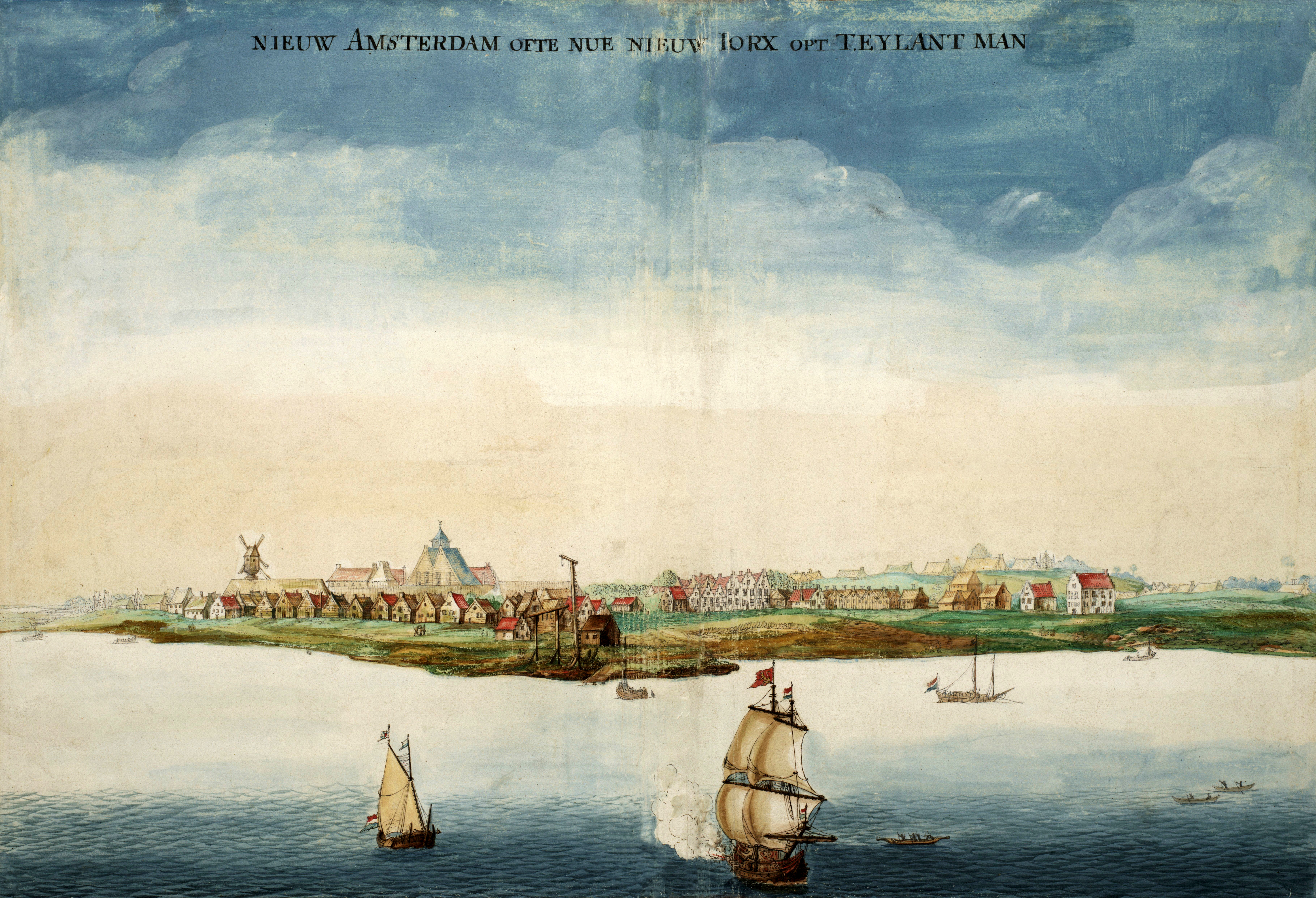
Nueva Ámsterdam, centrada en lo que con el tiempo se convertiría en el Bajo Manhattan, en 1664, el año en que Inglaterra tomó el control y la rebautizó como Nueva York

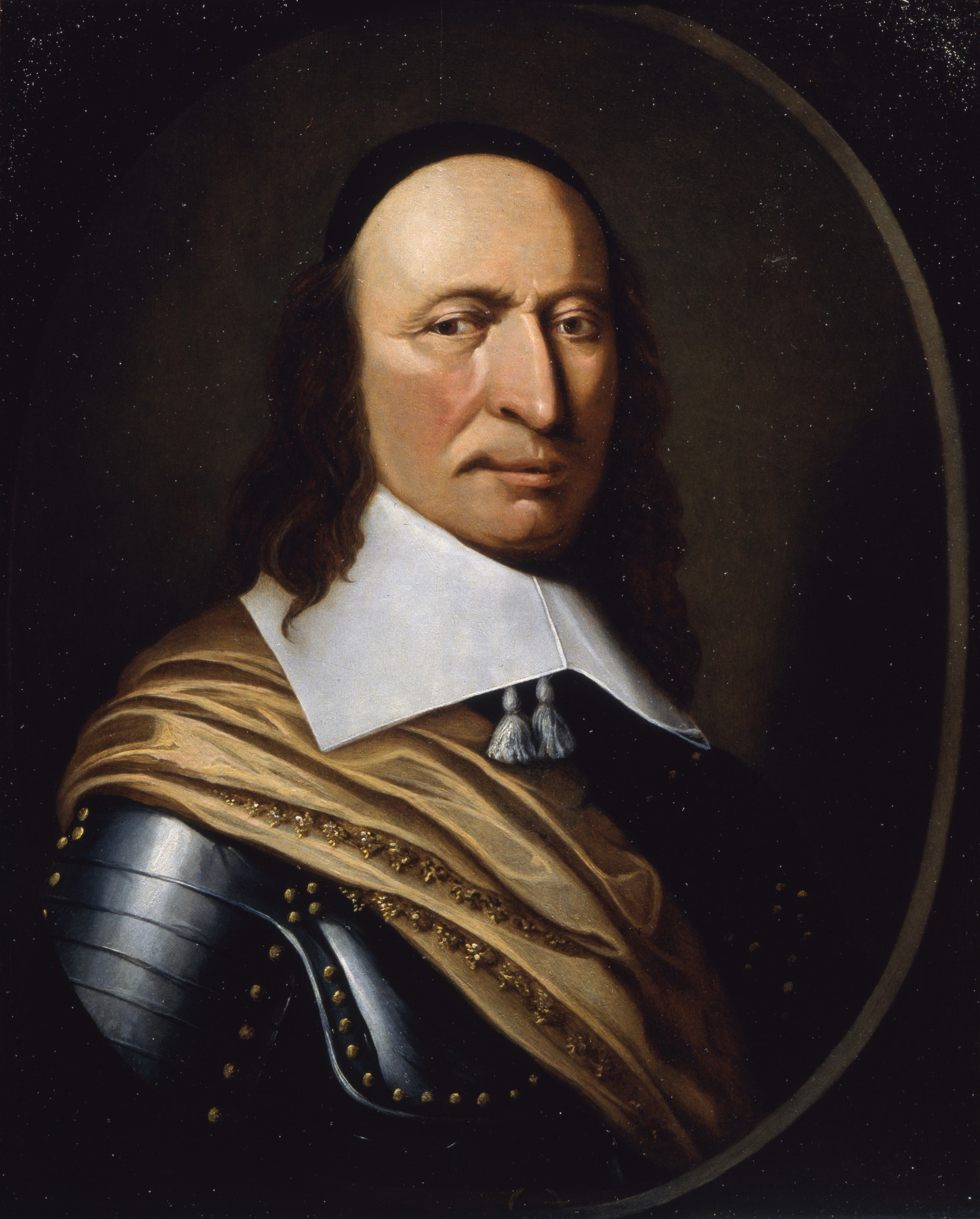
Peter Stuyvesant

La zona que acabó abarcando la actual ciudad de Nueva York estaba habitada por el pueblo lenape, un grupo de nativos americanos cultural y lingüísticamente idénticos que hablaban una lengua algonquina actualmente denominada munsee.
El asentamiento europeo comenzó con la fundación de un puesto holandés para el comercio de pieles en el Bajo Manhattan, más tarde llamado Nueva Ámsterdam (en neerlandés: Nieuw-Amsterdam) en 1626. El primer fuerte se construyó en The Battery para proteger los Nuevos Países Bajos.
Aproximadamente en 1626 comenzó la construcción del Fort Amsterdam. La Compañía Neerlandesa de las Indias Occidentales posteriormente importó esclavos africanos para que sirvieran como mano de obra; ayudaron a construir la muralla que defendía la ciudad de los ataques de ingleses y de autóctonos. Entre los primeros directores se encontraban Willem Verhulst y Peter Minuit. Willem Kieft se convirtió en director en 1638 pero cinco años después se vio envuelto en la Guerra del gobernador Kieft contra los nativos americanos. La Masacre de Pavonia, al otro lado del río Hudson, en la actual Jersey City, Nueva Jersey, se saldó con la muerte de 80 nativos en febrero de 1643. Tras la masacre, las tribus Algonquinas unieron sus fuerzas y estuvieron a punto de derrotar a los holandeses. La República Holandesa envió fuerzas adicionales en ayuda de Kieft, lo que condujo a la aplastante derrota de los amerindios y a un tratado de paz el 29 de agosto de 1645.: 37–40 
El 27 de mayo de 1647, Peter Stuyvesant fue investido director general a su llegada. La colonia obtuvo el autogobierno en 1652, y Nueva Ámsterdam se constituyó formalmente como ciudad el 2 de febrero de 1653.: 57  Los primeros alcaldes (burgemeesters) de Nueva Ámsterdam, Arent van Hattem y Martin Cregier, fueron nombrados ese año.

### SiglosXVIIyXVIII

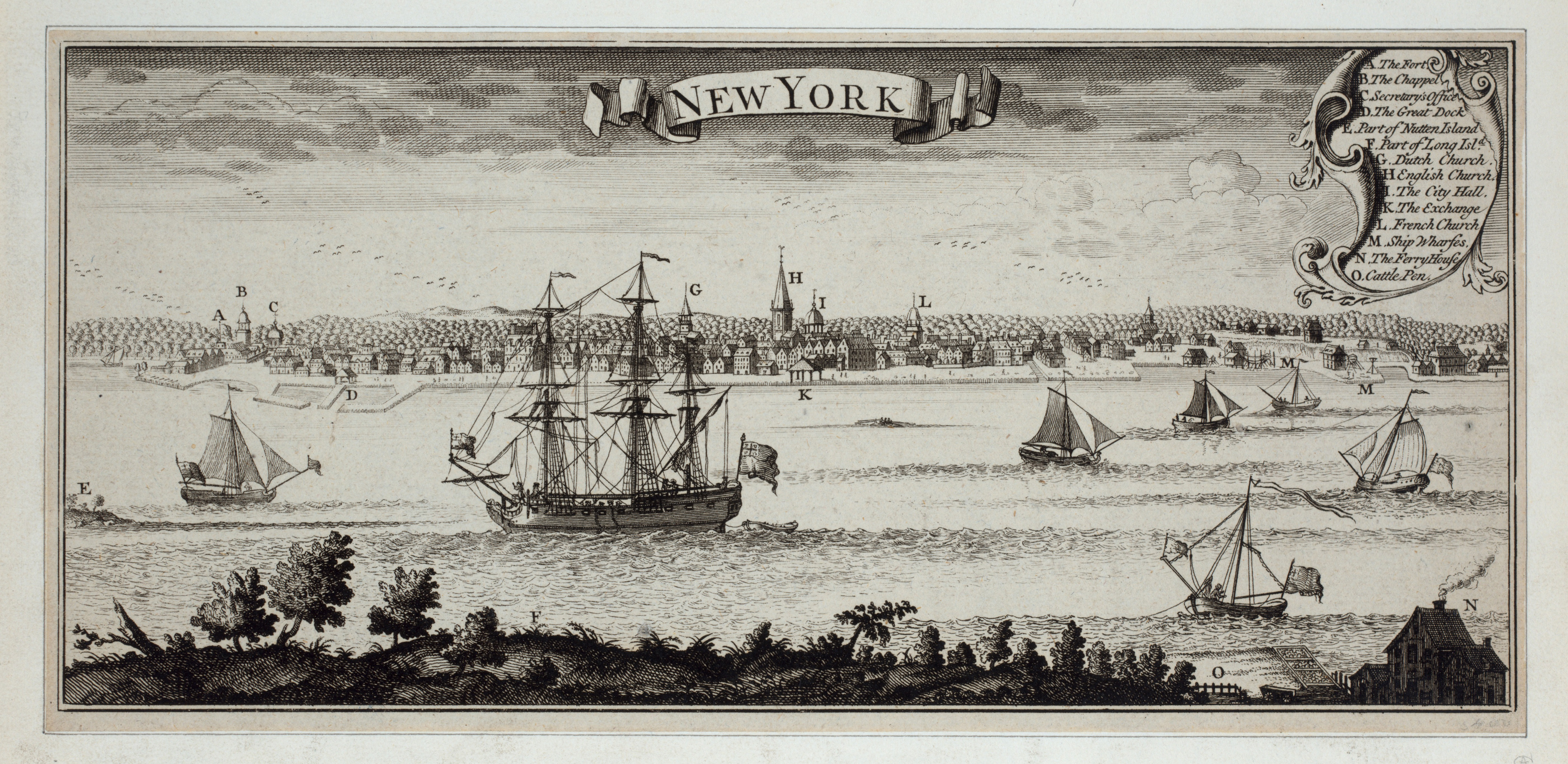
Puerto de Nueva York, 1727

En 1664, los ingleses conquistaron la zona y la renombraron como «Nueva York» en honor al Duque de York y a la ciudad de York en Yorkshire.
En aquella época, los afrodescendientes constituían el 20 % de la población de la ciudad, mientras que los colonos europeos eran aproximadamente 1.500,: 14  y los afrodescendientes ascendían a 375 (de los cuales 300 eran esclavos y 75 libres).: 22  Aunque se ha afirmado que los esclavos africanos constituían el 40% de la escasa población de la ciudad en aquella época, esta afirmación no ha sido corroborada. A mediados del siglo XVI, las granjas de negros libres cubrían 52.6 hectáreas donde más tarde se desarrolló Washington Square Park.
Mediante la Tercera guerra anglo-holandesa los holandeses recuperaron brevemente la ciudad en 1673, rebautizándola como New Orange, antes de ceder definitivamente la colonia de Nuevos Países Bajos a los ingleses por lo que hoy es Surinam en noviembre de 1674.
Los nuevos gobernantes ingleses de la anteriormente holandesa Nueva Ámsterdam y Nuevos Países Bajos rebautizaron el asentamiento con el nombre de Nueva York. A medida que la colonia crecía y prosperaba, también aumentaba el sentimiento a favor de una mayor autonomía. En el contexto de la Revolución Gloriosa en Inglaterra, Jacob Leisler lideró la Rebelión de Leisler y controló eficazmente la ciudad y sus alrededores desde 1689 hasta 1691, antes de ser arrestado y ejecutado.
En 1700, la población lenape de Nueva York había disminuido a 200. En 1703, el 42% de los hogares de Nueva York tenían esclavos, un porcentaje mayor que en Filadelfia o Boston.
El juicio por difamación de John Peter Zenger celebrado en la ciudad en 1735 tuvo una influencia fundamental en la libertad de prensa en Norteamérica. Sería un estándar para los artículos básicos de libertad en la Declaración de Independencia de los Estados Unidos.
En la década de 1740, con la expansión de los colonos, el 20% de la población de Nueva York eran esclavos, en total unas 2.500 personas. Tras una serie de incendios en 1741, cundió el pánico en la ciudad al pensar que los negros planeaban quemar la ciudad en una conspiración con algunos blancos pobres. Los historiadores creen que su alarma era más que nada invención y miedo, pero los funcionarios acorralaron a 31 negros y 4 blancos, todos los cuales fueron condenados por incendio provocado y ejecutados. Los funcionarios de la ciudad ejecutaron a 13 negros quemándolos vivos y ahorcaron a 4 blancos y 18 negros.
En 1754, la Universidad de Columbia fue fundada bajo carta de Jorge II de Gran Bretaña como King's College en el Bajo Manhattan.
La Ley del timbre y otras medidas británicas fomentaron la disidencia, particularmente entre los Hijos de la Libertad, que mantuvieron una larga escaramuza con las tropas británicas estacionadas localmente por los Postes de la Libertad desde 1766 hasta 1776. El Congreso de la Ley del timbre se reunió en Nueva York en 1765 en la primera resistencia  a la autoridad británica organizada en todas las colonias. Tras la gran derrota del Ejército Continental en la Batalla de Long Island, el general George Washington se retiró a la Isla de Manhattan, pero con la posterior derrota en la Batalla de Fort Washington la isla quedó efectivamente en manos de los británicos. La ciudad se convirtió en un refugio para los refugiados lealistas, convirtiéndose en un bastión británico durante toda la guerra. En consecuencia, la zona también se convirtió en el punto focal de la espionaje y recopilación de información durante toda la guerra.
En 1771, el Bear Market se estableció a lo largo de la orilla del río Hudson en un terreno donado por la Iglesia de la Trinidad, y fue sustituido por el Washington Market en 1813.
La ciudad de Nueva York resultó muy dañada en dos ocasiones por el incendios de origen sospechoso durante el dominio militar británico. La ciudad se convirtió en el centro de operaciones políticas y militares de los británicos en Norteamérica durante el resto de la guerra y en un refugio para los refugiados lealistas. El oficial del Ejército Continental Nathan Hale fue ahorcado en Manhattan por espionaje. Además, los británicos comenzaron a retener a la mayoría de prisioneros de guerra estadounidenses a bordo de barcos prisión en Wallabout Bay, al otro lado del río Este en Brooklyn. Murieron más estadounidenses por negligencia a bordo de estos barcos que en todas las batallas de la guerra. La ocupación británica duró hasta el 25 de noviembre de 1783. George Washington regresó triunfalmente a la ciudad ese día, a medida que las últimas fuerzas británicas abandonaron la ciudad.
A partir de 1785, el Congreso se reunió en la ciudad de Nueva York bajo los Artículos de la Confederación. En 1789, la ciudad de Nueva York se convirtió en la primera capital nacional de los Estados Unidos bajo la nueva Constitución de los Estados Unidos. La Constitución también creó el actual Congreso de los Estados Unidos, y su primera sesión tuvo lugar en el Federal Hall de Wall Street. Allí se reunió la primera Corte Suprema de los Estados Unidos. Allí se redactó y ratificó la Carta de Derechos de los Estados Unidos. George Washington fue investido en el Federal Hall. La ciudad de Nueva York siguió siendo la capital de EE. UU. hasta 1790, año en que la capitalidad se trasladó a Filadelfia.

### SigloXIX

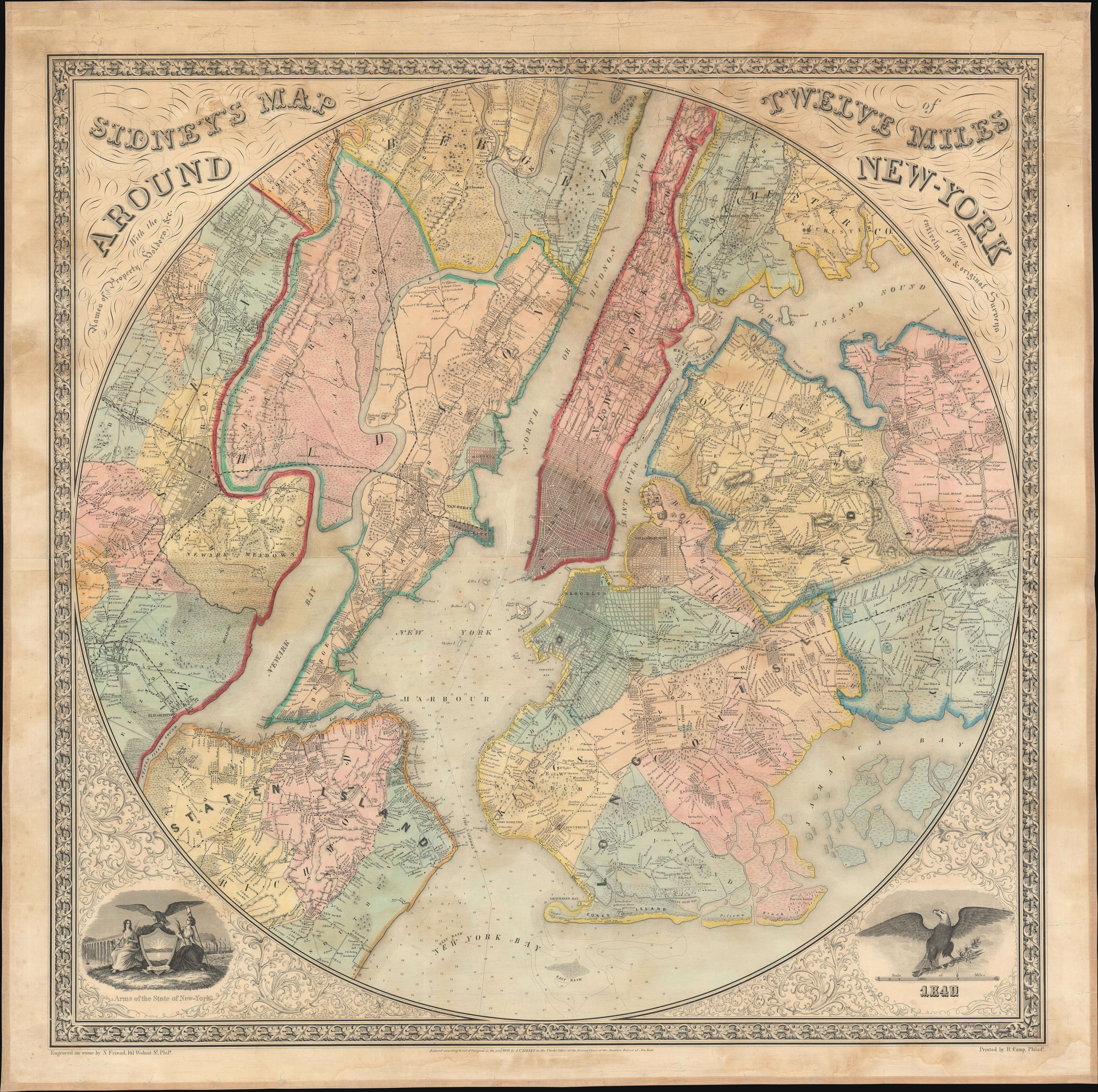
Sidney's Map Twelve Miles Around New York, una litografía de 1849 de James Charles Sidney

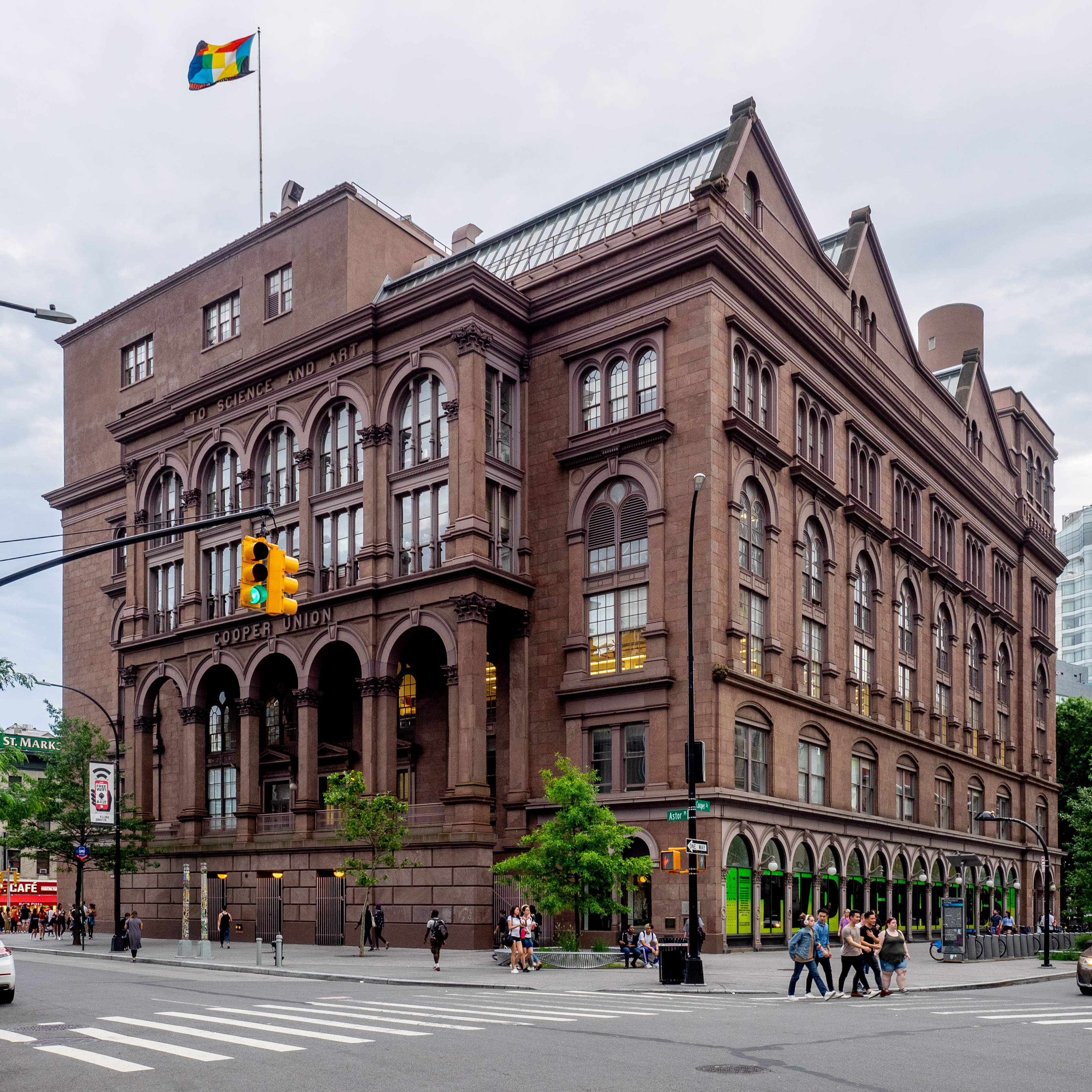
Cooper Union en Astor Place, uno de los edificios más emblemáticos del Bajo Manhattan, donde Abraham Lincoln pronunció su famoso discurso en Cooper Union el 27 de febrero de 1860

Nueva York creció como centro económico, primero como resultado de las políticas y prácticas de Alexander Hamilton como primer Secretario del Tesoro y, más tarde, con la apertura del Canal de Erie en 1825, que conectó el Puerto Atlántico con los vastos mercados agrícolas del interior de Norteamérica. La inmigración se reanudó después de haber sido frenada por las guerras en Europa, y un nuevo sistema de grilla de calle, el Plan de los Comisionados de 1811, se expandió para abarcar todo Manhattan. A principios del siglo XIX, se utilizó relleno de tierra para ampliar el Bajo Manhattan desde la costa natural del Hudson en Greenwich Street hasta West Street.
En 1898, se formó la moderna Ciudad de Gran Nueva York con la consolidación del actual distrito de Brooklyn (hasta entonces una ciudad independiente), Manhattan y las zonas periféricas. Brooklyn incorporó la ciudad independiente de Brooklyn, recientemente unida a Manhattan por el puente de Brooklyn en el Bajo Manhattan. Los gobiernos municipales de los distritos fueron abolidos, y las funciones gubernamentales de los condados, ubicadas en el Bajo Manhattan tras la unificación, fueron absorbidas por la ciudad o por cada distrito.

### SigloXX

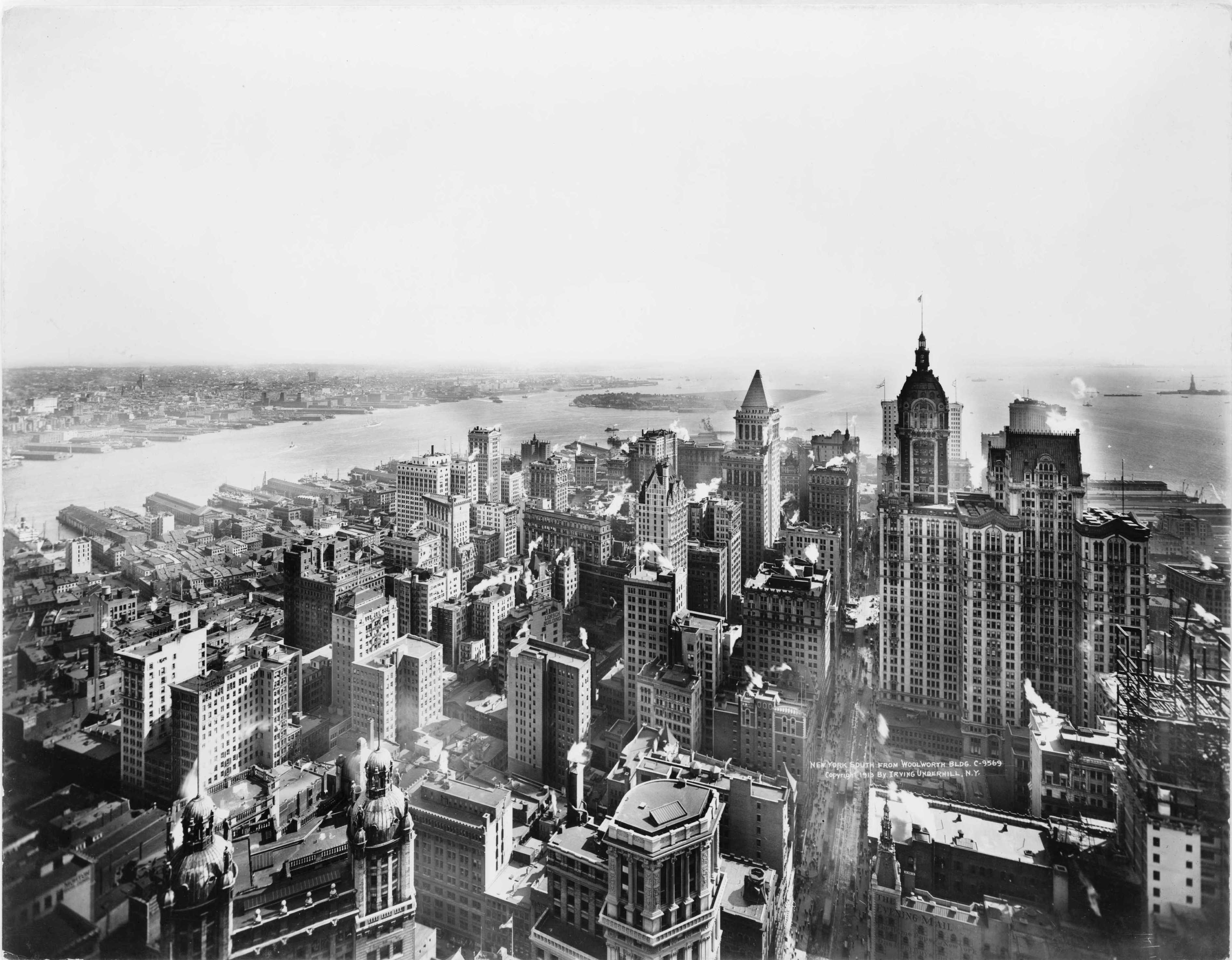
Vista desde el Edificio Woolworth en 1913

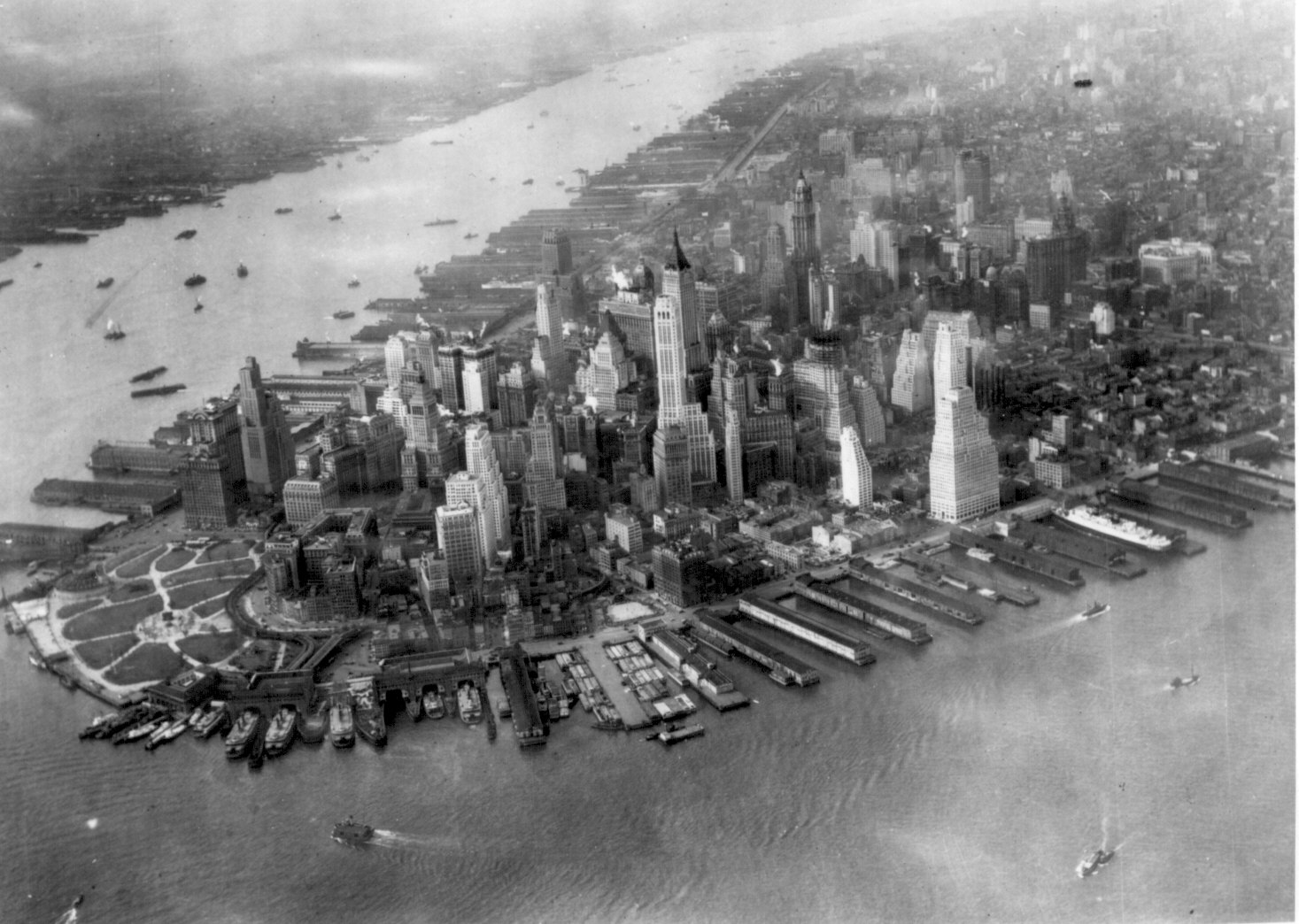
Bajo Manhattan en 1931

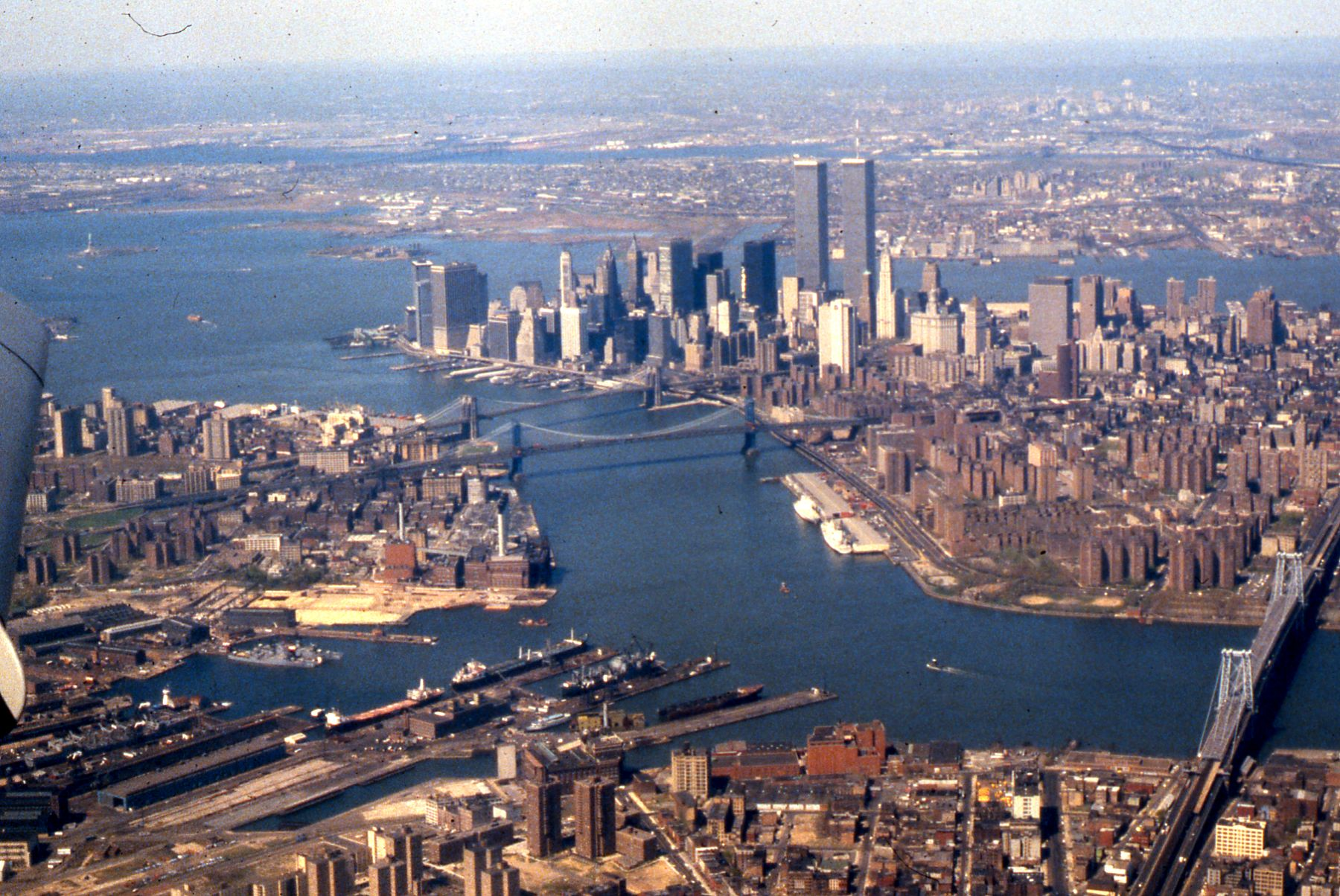
Vista desde un avión en 1981 antes de los atentados del 11 de septiembre cuando el horizonte de Lower Manhattan estaba dominado por las torres gemelas del antiguo World Trade Center

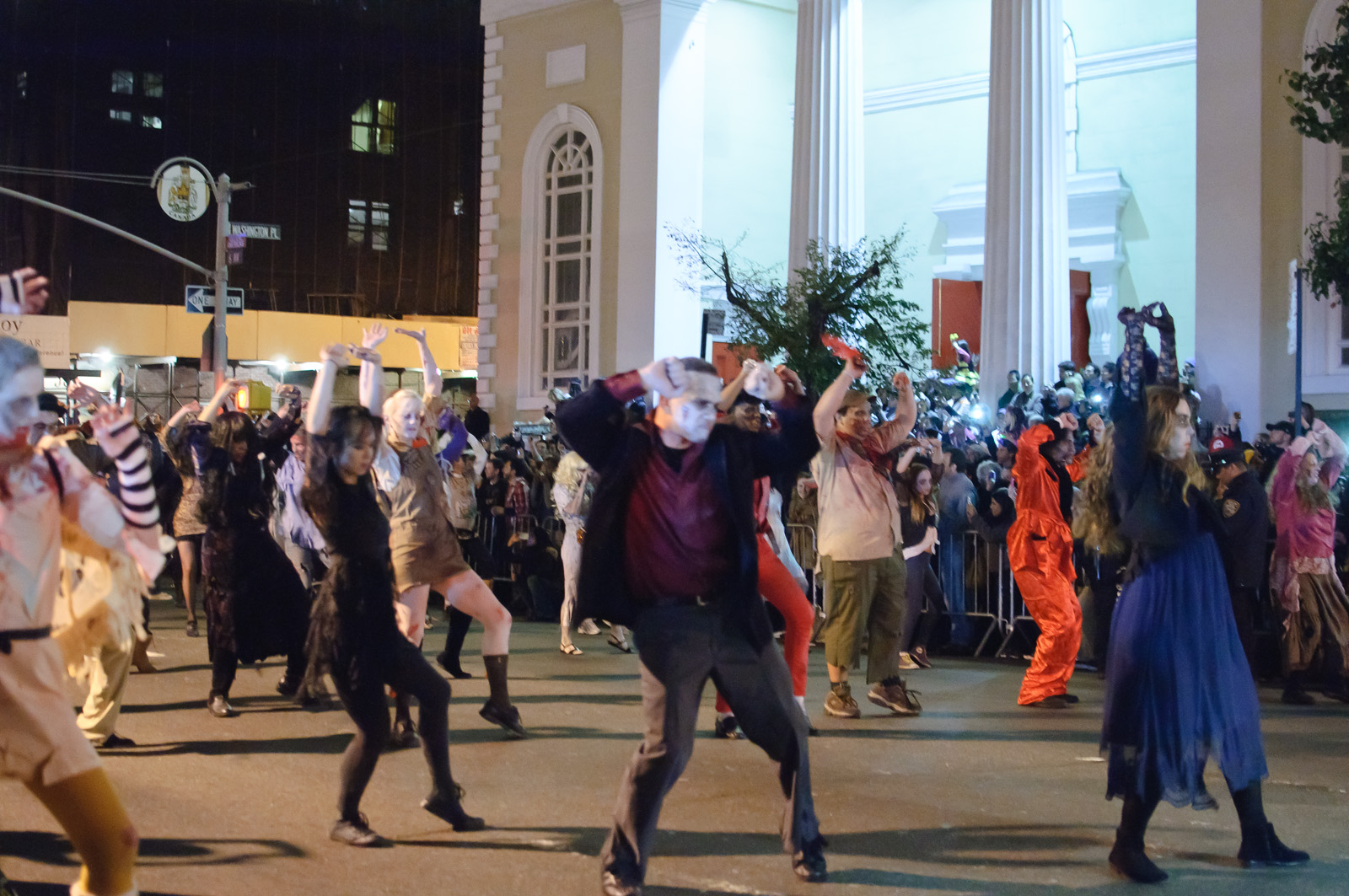
El desfile anual de Halloween de Nueva York en Greenwich Village es el mayor desfile de Halloween del mundo, con millones de espectadores cada año.

El Mercado Washington estaba situado entre las calles Barclay y Hubert, y desde Greenwich Street hasta West Street. Fue demolido en la década de 1960 y sustituido por una nueva Plaza de la Independencia, Washington Market Park y otras urbanizaciones.

#### Auge de la construcción
El Bajo Manhattan conserva las calles más irregulares del distrito. Durante las primeras décadas del siglo XX, la zona experimentó un auge en el sector de la construcción, con la erección de grandes torres como 40 Wall Street, el American International Building, el Woolworth Building y el 20 Exchange Place. En esta época se construyeron muchos nuevos pasos de agua hacia el Bajo Manhattan, entre ellos el puente de Williamsburg en 1903 y el puente de Manhattan en 1909. El túnel Holland a Nueva Jersey abrió en 1927, mientras que el túnel Brooklyn-Battery a Brooklyn se inauguró en 1950 y fue el último gran cruce fijo que se construyó hasta el Bajo Manhattan.
A pesar de la apertura de estas conexiones viarias, el centro económico de la ciudad de Nueva York comenzó a desplazarse desde el Bajo hacia el Medio Manhattan con la apertura de numerosas terminales ferroviarias de cercanías a principios del siglo XX. La estación Pensilvania original se inauguró en 1910, la extensión del Ferrocarril del Hudson y Manhattan (ahora PATH) hasta la calle 33 se completó en 1910, y el Grand Central Terminal abrió en 1913.
El 25 de marzo de 1911, el incendio del edificio Brown en Greenwich Village acabó con la vida de 146 trabajadoras de la confección, lo que con el tiempo daría lugar a grandes avances en el cuerpo de bomberos de la ciudad, los códigos de construcción y la normativa laboral.
Durante la primera mitad del siglo XX, Nueva York se convirtió en un centro mundial de la industria, el comercio y las comunicaciones. La Interborough Rapid Transit, la primera compañía de Metro de Nueva York, comenzó a funcionar en 1904. La demografía de la zona se estabilizó, la sindicalización trajo nuevas protecciones y riqueza a la clase trabajadora, el gobierno y las infraestructuras de la ciudad experimentaron una drástica revisión bajo el mandato de Fiorello La Guardia, y su controvertido comisionado de parques, Robert Moses, acabó con la "plaga" de muchas zonas de vecindad, demoliendo tugurios, fábricas y barrios obreros mediante obras públicas como la High line, la West Side Highway y la FDR Drive, construyeron proyectos de viviendas, ampliaron nuevos parques, reconstruyeron calles y control de zonificaciones, especialmente en el Bajo Manhattan. Los cambios en la zonificación pretendían desplazar a la mano de obra industrial eliminando la protección zonal del espacio industrial e incentivando la reurbanización residencial y administrativa de alto nivel. El puerto de Nueva York, a pesar de su idoneidad física para el atraque y su proximidad a Europa, empezó a deteriorarse debido a la falta de voluntad de la ciudad para invertir o modernizarlo y a la política de zonificación desindustrializadora. Sin embargo, a pesar de los esfuerzos de la ciudad, persistieron un gran número de industrias a pequeña escala, dinámicas y altamente especializadas, como la industria de la confección, estrechamente vinculada a la industria de la moda en el Medio Manhattan, o la industria gráfica, vinculada a la industria editorial.
En la década de 1950, se construyeron algunos edificios nuevos en el Bajo Manhattan, incluido un edificio de 11 plantas en el 156 de William Street en 1955. En 1957 se construyeron un edificio de oficinas de 27 plantas en el número 20 de Broad Street, un edificio de 12 plantas en el número 80 de Pine Street, un edificio de 26 plantas en el número 123 de William Street y algunos otros. A finales de la década, el Bajo Manhattan se había deprimido económicamente, en comparación con el Medio Manhattan, que estaba en auge con la continua marcha hacia el norte. David Rockefeller encabezó una amplia campaña de renovación urbana en el Bajo Manhattan, que comenzó con la construcción de One Chase Manhattan Plaza, la nueva sede de su banco. Creó la Downtown-Lower Manhattan Association (DLMA), que elaboró planes para una revitalización más amplia del Bajo Manhattan, con el desarrollo de un centro mundial de comercio en el centro de estos planes. Los planes originales de la DLMA preveían la construcción del "centro mundial del comercio" a lo largo del río Este, entre Old Slip y Fulton Street. Tras negociar con el gobernador de Nueva Jersey Richard J. Hughes, la Autoridad Portuaria decidió construir el Centro Mundial de Comercio en una ubicación a lo largo del río Hudson y la West Side Highway, en vez del río Este.
Mientras se construía el World Trade Center, se excavaron  917 mil metros cúbicos de material En lugar de verter los escombros en el mar o en vertederos, el material de relleno se utilizó para ampliar el litoral de Manhattan a través de West Street, creando Battery Park City. El resultado fue una extensión de 210 metros en el río que recorría seis manzanas o 452 metros, cubriendo 37 hectáreas, proporcionando una explanada de 1.9 kilómetros frente al río y más de 12 hectáreas de parques.
Durante gran parte de su historia, la zona al sur de Chambers Street fue principalmente un distrito comercial, con una pequeña población de residentes: en 1960 tenía una población de alrededor de 4 000 personas. La construcción de Battery Park City, sobre el vertedero resultante de la construcción del World Trade Center, atrajo a muchos nuevos residentes a la zona. Gateway Plaza, la primera urbanización de Battery Park City, se terminó en 1983. La pieza central del proyecto, el World Financial Center, consta de cuatro torres de lujo. A finales de siglo, Battery Park City estaba prácticamente terminada, salvo algunas obras en curso en West Street. En esta época, el Bajo Manhattan alcanzó su mayor población de inquilinos comerciales y residentes a tiempo completo. Estas promociones tuvieron dificultades para alcanzar la plena ocupación con alquileres convenientes, y las tasas de localidades vacantes fueron relativamente altas.
En 1993, la Downtown Lower Manhattan Association contribuyó a un plan municipal para la revitalización del Bajo Manhattan. El plan recomendaba cambios en la zonificación, incentivos fiscales para animar a nuevos inquilinos y la conversión de edificios comerciales en apartamentos. También pedía la creación de un distrito de mejora comercial, llamado The Alliance for Downtown New York, para ayudar a impulsar la renovación de la zona. Entre 1995 y 2014, 1,46 kilómetros cuadrados de espacio de oficinas se reconvirtieron a uso residencial u hotelero. Como resultado, la población residencial del Bajo Manhattan pasó de 14.000 a 60.000 habitantes.

#### Cultura
Desde principios del siglo XX, el Bajo Manhattan ha sido un importante centro para las artes y las actividades de ocio. Greenwich Village fue un foco de cultura bohemia desde la primera década del siglo hasta los años ochenta. Varios de los principales clubes de jazz de la ciudad siguen ubicados en Greenwich Village, que también fue una de las bases principales del renacimiento de la música folk estadounidense de la década de 1960. Muchas galerías de arte se ubicaron en el SoHo entre los años setenta y principios de los noventa; en la actualidad, la escena galerística del centro de Manhattan se centra en Chelsea. Desde la década de 1960, el Bajo Manhattan ha sido sede de muchas compañías de teatro alternativo, constituyendo el corazón de la comunidad Off-Off-Broadway.
El Punk rock y sus derivados musicales surgieron a mediados de la década de 1970 principalmente en dos locales del Bajo Manhattan, el CBGB en Bowery, en el extremo occidental del East Village, y el Max's Kansas City en Park Avenue South. Al mismo tiempo, la abundancia de lofts industriales apropiados desempeñó un papel fundamental en el desarrollo y el mantenimiento de las subculturas de la composición minimalista, el free jazz, la música disco y la Electronic dance music. Los numerosos clubes nocturnos y bares de la zona, aunque en su mayoría despojados de la iconoclasia libre, el espíritu pionero y la mentalidad hágalo usted mismo que caracterizaban la época anterior a la gentrificación, siguen atrayendo a clientes de toda la ciudad y la región circundante.

### sigloXXI
A principios del siglo XXI, el Meatpacking District, antaño una zona poco poblada con clubes BDSM y prostitutas transexuales, se ganó la reputación de barrio de moda de Nueva York.

#### Atentados del 11 de septiembre
Durante los atentados del 11 de septiembre de 2001, dos de los cuatro aviones secuestrados se estrellaron contra las Torres Gemelas del World Trade Center original, y las torres se derrumbaron. El 7 World Trade Center no fue alcanzado por un avión, sino que se derrumbó debido a los pesados escombros que cayeron por los impactos de los aviones y el derrumbe de la Torre Norte. Los edificios 3, 4, 5 y 6 del World Trade Center sufrieron daños irreparables o quedaron destruidos, y poco después fueron demolidos. El derrumbe de las Torres Gemelas también causó grandes daños a los edificios y rascacielos circundantes en el Bajo Manhattan. Un total de 2.753 personas, incluidas las que viajaban en los aviones, murieron en Nueva York. Unas 400.000 personas, entre trabajadores de rescate y residentes de la zona, estuvieron expuestas a polvo tóxico y escombros; muchas desarrollaron enfermedades respiratorias graves, cánceres y otros daños derivados del ataque, y 3.496 murieron.

#### Reconstrucción tras el 11-S
Tras el 11 de septiembre, el Bajo Manhattan perdió gran parte de su economía y espacio de oficinas, pero desde entonces se ha recuperado considerablemente. El empleo en el sector privado alcanzó los 233.000 puestos de trabajo a finales de 2016, los niveles más altos desde finales de 2001. Esto se debió en gran medida al crecimiento y la diversificación de la mano de obra local, con aumentos en sectores laborales como la tecnología, la publicidad, los medios de comunicación y la información, así como la hostelería, la restauración, el comercio minorista y la atención sanitaria. En 2016, el distrito comercial del Bajo Manhattan albergaba aproximadamente 700 tiendas minoristas y 500 bares y restaurantes.
La Lower Manhattan Development Corporation ha consumado los planes para reconstruir el centro de Manhattan añadiendo nuevas calles, edificios y espacio para oficinas. El Memorial Nacional del 11 de Septiembre se abrió al público el 11 de septiembre de 2011, mientras que el Museo Nacional del 11 de Septiembre fue inaugurado oficialmente por el presidente Barack Obama el 15 de mayo de 2014. En el momento de su inauguración, en noviembre de 2014, el nuevo One World Trade Center, antes conocido como Torre de la Libertad, fue el rascacielos más alto del hemisferio occidental y el sexto más alto en el mundo, con 541 metros; mientras que otros rascacielos están en construcción en el lugar.
Las protestas Occupy Wall Street en Zuccotti Park, antes conocido como Liberty Plaza Park, comenzaron en el Distrito Financiero el 17 de septiembre de 2011, recibiendo atención mundial y generando el movimiento Occupy contra la desigualdad social y económica en todo el mundo.
Los días 29 y 30 de octubre de 2012, el huracán Sandy asoló partes del Bajo Manhattan con una marejada ciclónica récord procedente del puerto de Nueva York, graves inundaciones y fuertes vientos, causando cortes de electricidad a cientos de miles de habitantes de Manhattan y provocando escasez de gasolina e interrupciones en los sistemas de transporte público. La tormenta y sus efectos han suscitado el debate sobre la construcción de diquess y otras barreras costeras alrededor de las costas de Manhattan y de la región metropolitana de Nueva York para minimizar el riesgo de consecuencias destructivas de otro suceso similar en el futuro.
El Bajo Manhattan ha estado experimentando un baby boom, muy por encima de la tasa de natalidad general de Manhattan, ya que la zona al sur de Canal Street fue testigo de 1.086 nacimientos en 2010, un 12% más que en 2009 y más del doble que en 2001. Solo el distrito financiero ha experimentado un crecimiento de su población hasta alcanzar aproximadamente los 43.000 habitantes en 2014, casi el doble de los 23.000 registrados en el censo de 2000.
Actualmente hay 61.000 residentes en el Distrito financiero del Bajo Manhattan al sur de la calle Chambers y más del 62% de la población tiene entre 18 y 44 años. En el Bajo Manhattan viven más jóvenes profesionales que en Greenpoint, el East Village y Downtown Brooklyn y a la par que en Downtown Jersey City y Williamsburg.
En junio de 2015, The New York Times escribió que la escena gastronómica del Bajo Manhattan estaba experimentando un renacimiento. En la zona hay más de 400 restaurantes de comida informal y más de 100 de servicio completo. The Village Voice', con sede en 80 Maiden Lane en el Distrito Financiero e históricamente el mayor periódico alternativo de Estados Unidos, anunció en 2017 que dejaría de publicar su edición impresa y se convertiría en un medio totalmente digital.
El 31 de octubre de 2017, un hombre conducía una camioneta hacia el carril de bicicletas del parque del Río Hudson entre las calles Houston y Chambers, matando a ocho personas e hiriendo al menos a 15. La mayoría de los atropellados eran ciclistas. Fue el primer atentado terrorista mortal en Manhattan desde el 11-S.
Desde 2010, ha surgido una comunidad del Bajo Manhattan conocida como Little Australia, que está creciendo en el barrio de Nolita.

### Lugares históricos

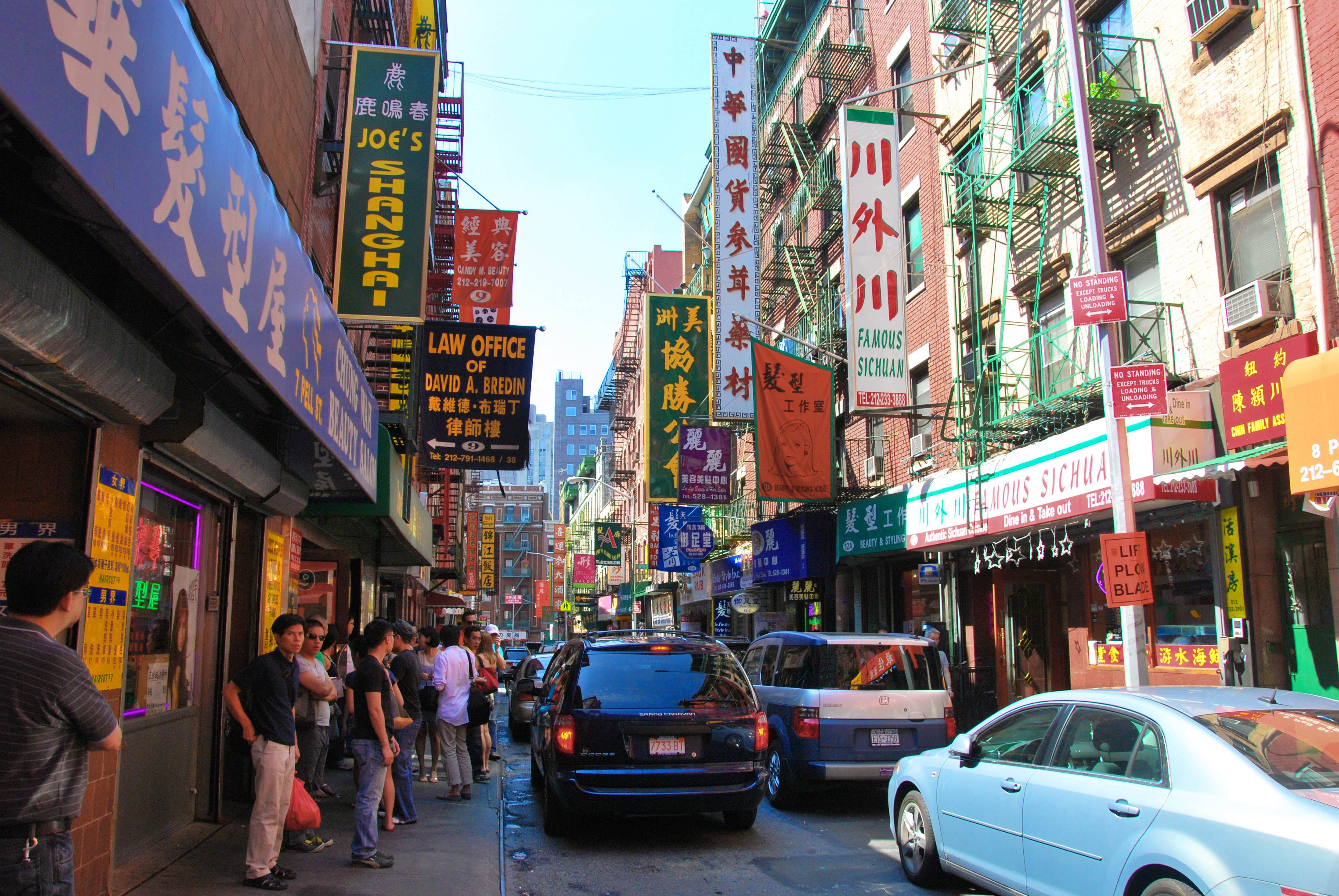
Chinatown constituye la mayor concentración de chinos de ultramar del hemisferio occidental

Antes de los atentados del 11 de septiembre, las Torres Gemelas eran un icono de la importancia mundial del Bajo Manhattan como centro financiero. Las nuevas torres de oficinas construidas desde el atentado (incluido el One World Trade Center) han transformado el horizonte del Bajo Manhattan. El 9/11 Memorial & Museum en el antiguo World Trade Center site se ha convertido en una atracción popular para los visitantes. La ciudad de Nueva York ha sido descrita como la capital gay del mundo, y el epicentro de la cultura LGBT y su catalizador como fuerza cultural continua en la sociedad moderna ha sido el Stonewall Inn en Greenwich Village. De forma similar, Chinatown que surgió justo al este del original barrio Five Points del Bajo Manhattan, nació en la década de 1850 y sigue siendo el epicentro de la cultura de la diáspora china.
En el Bajo Manhattan hay muchos más edificios y lugares históricos, como Castle Clinton, Bowling Green, la antigua Casa de Aduanas de Estados Unidos (actual National Museum of the American Indian), Federal Hall National Memorial, que conmemora el lugar donde George Washington fue inaugurado como primer presidente de los Estados Unidos, Taberna Fraunces, Ayuntamiento de Nueva York, el Museum of American Finance, el New York Stock Exchange Building, South Street Seaport, el puente de Brooklyn, South Ferry (punto de embarque del Ferry de Staten Island) y la iglesia de la Trinidad. En el Bajo Manhattan se encuentran algunos de los rascacielos más espectaculares de Nueva York, como el Edificio Woolworth, el 40 Wall Street (también conocido como el Edificio Trump), el 26 Wall Street (también conocido como el Edificio Standard Oil) y el 70 Pine Street (también conocido como el Edificio American International).
En 1966, el distrito comercial de Radio Row en la Cortlandt fue demolido para dar paso a la construcción del antiguo World Trade Center.

## Denotación

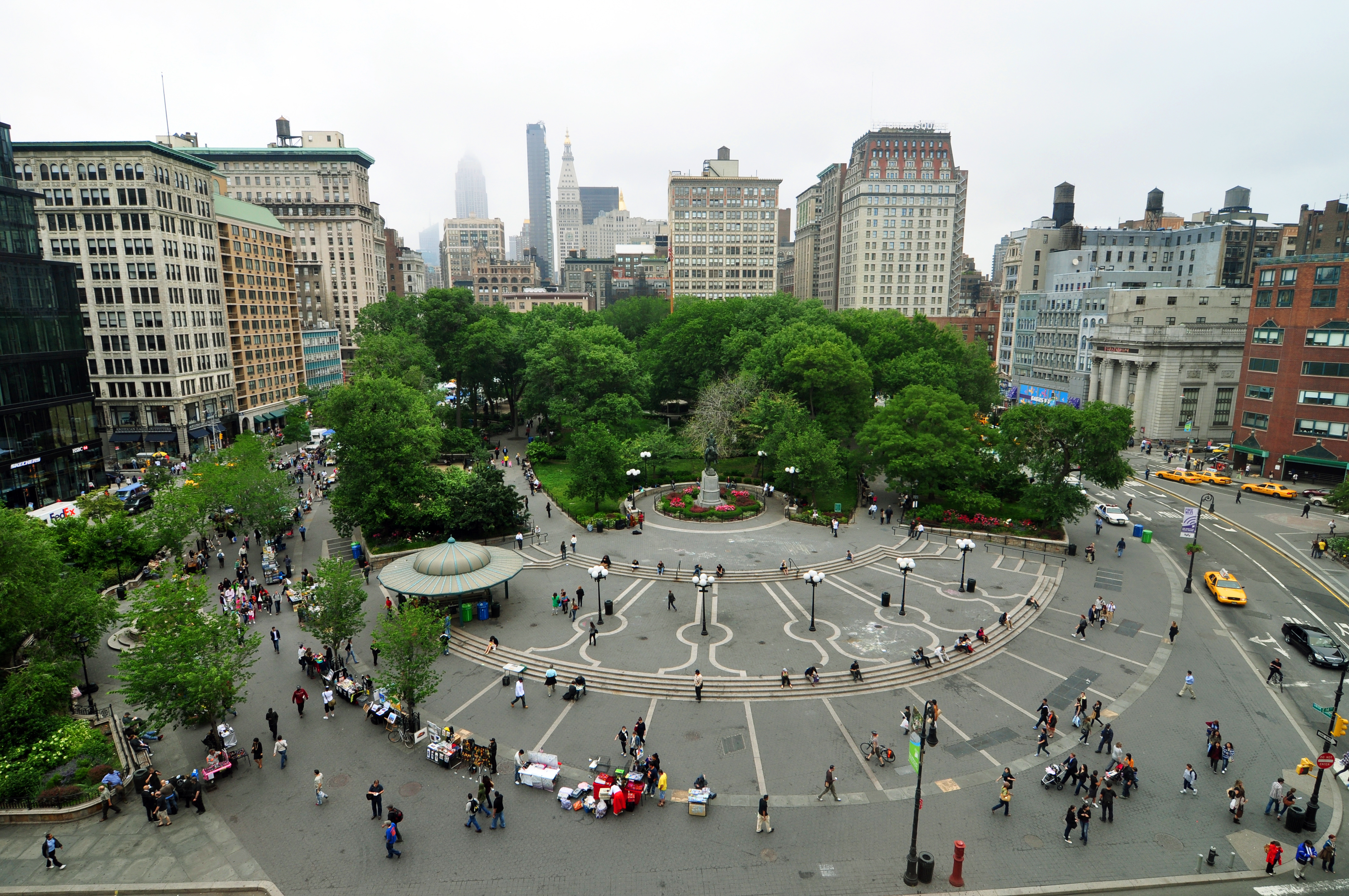
Union Square y su barrio circundante, situado entre las calles 14 y 17, pueden considerarse indistintamente parte del Bajo o del Medio Manhattan

En el contexto de Manhattan, y de la ciudad de Nueva York en general, Downtown tiene diferentes significados para distintas personas, especialmente dependiendo del lugar de la ciudad en el que residan. Los residentes de la isla o de El Bronx suelen hablar de ir al downtown para referirse a cualquier excursión en dirección sur a cualquier destino de Manhattan. Una declaración de que uno va a estar "en el downtown" puede indicar un plan para estar en cualquier lugar al sur de la calle 14-la definición de centro según la organización oficial de marketing turístico de la ciudad-o incluso la calle 23. La expresión completa Downtown Manhattan también puede referirse más específicamente a la zona de Manhattan al sur de Canal Street. En contextos relacionados con los negocios, muchas personas utilizan el término Downtown Manhattan para referirse únicamente al distrito financiero y a las oficinas corporativas de las inmediaciones. Por ejemplo, el Business Improvement District gestionado por la Alliance for Downtown New York define Downtown al sur de Murray Street (esencialmente al sur del Ayuntamiento de Nueva York), que incluye la zona del World Trade Center y el Distrito Financiero. La locución «Bajo Manhattan» puede aplicarse a cualquiera de estas definiciones: las más amplias, a menudo, si el orador está hablando de la zona en relación con el resto de la ciudad; las más restrictivas, de nuevo, si el foco de atención se centra en asuntos de negocios o en la historia colonial y poscolonial temprana de la isla.
Como se refleja en la cultura popular, "Downtown" en Manhattan ha representado históricamente un lugar donde se podía "olvidar todos tus problemas, olvidar todas tus preocupaciones, e ir a Downtown", como la letra del éxito de Petula Clark de 1964 Downtown celebra (aunque Tony Hatch, el compositor de la canción, más tarde aclaró que ingenuamente creía que Times Square era "downtown", y fue la inspiración real para el sencillo de éxito). El protagonista del éxito de Billy Joel de 1983 «Uptown Girl» se contrapone a sí mismo (un "hombre del centro") con el supuestamente aburrido mundo de la parte alta de la ciudad. Asimismo, el estribillo del sencillo de Neil Young de 1995 "Downtown" insta a "Let's have a party, downtown all right" (en español: tener una fiesta, en el centro esta bien).

## Economía
.

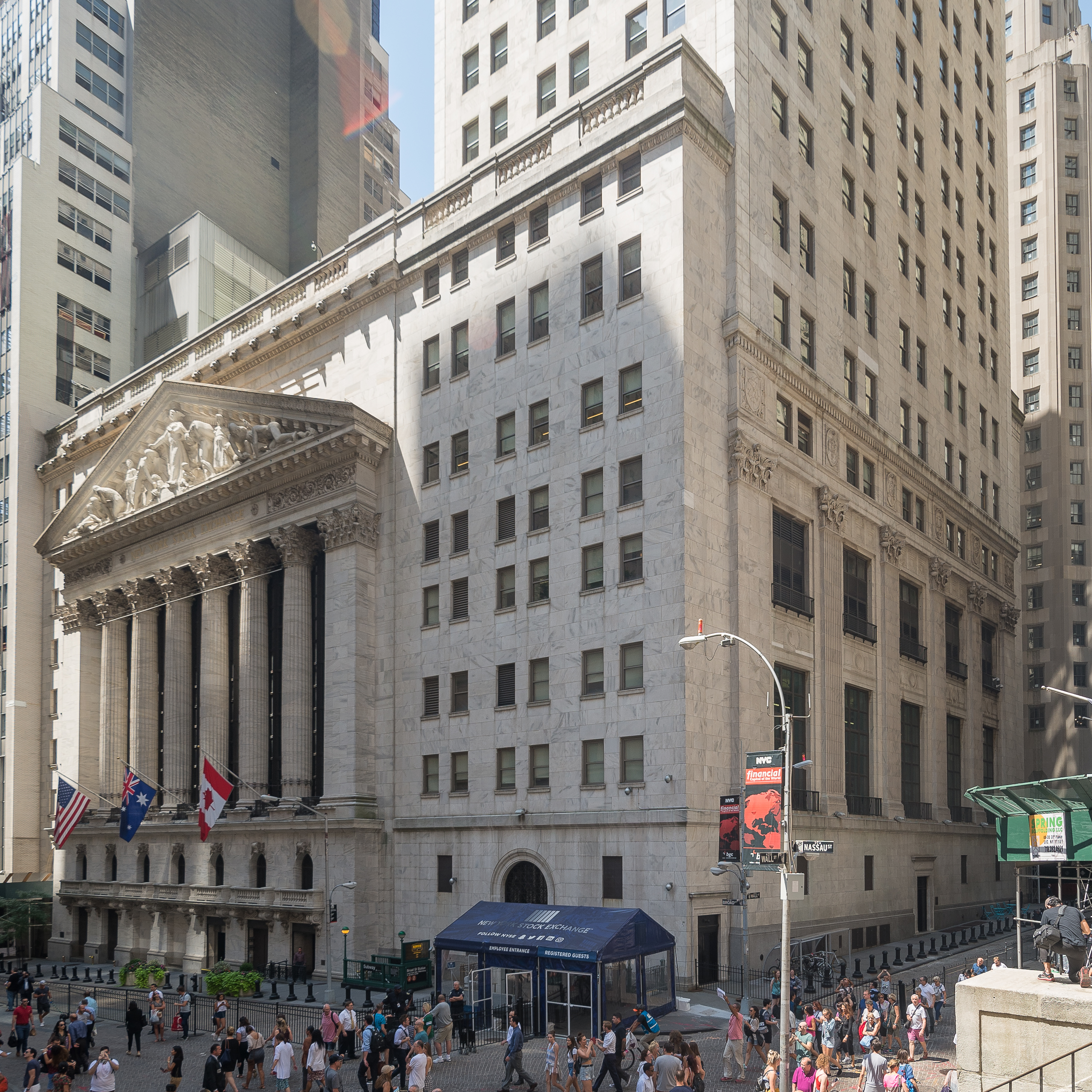
La Bolsa de Nueva York es, con un margen significativo, la bolsa de valores más grande del mundo, con una capitalización bursátil de 23,1 billones de dólares de sus empresas cotizadas en abril de 2018. En la imagen, el edificio de la bolsa en Wall Street.

Ayuntamiento de Nueva York en el barrio Civic Center del Bajo Manhattan

El Bajo Manhattan es el tercer distrito comercial más grande de Estados Unidos, tras el Medio Manhattan y el Chicago Loop. Anclada por Wall Street, la ciudad de Nueva York funciona como centro financiero y capital mundial fintech y ha sido calificada como la ciudad económicamente más poderosa del mundo. El Bajo Manhattan alberga la Bolsa de Nueva York, en el 11 Wall Street, y la sede corporativa del NASDAQ, en el 165 Broadway, que representan la mayor y la segunda bolsa de valores del mundo, respectivamente, si se miden tanto por el volumen medio diario de negociación global como por la capitalización bursátil total de sus empresas cotizadas en 2013. Las comisiones de banca de inversión de Wall Street en 2012 ascendieron a aproximadamente 40 mil millones de dólares.
Otras grandes empresas con sede en el Bajo Manhattan son (por orden alfabético):
- AIG, 175 Water Street.[82]
- Ambac Financial Group.[83]
- AOL, en 770 Broadway[84]
- BARKER, 30 Broad Street[85]
- Condé Nast, One World Trade Center, editora de Vogue, W, Vanity Fair, The New Yorker], y otras publicaciones[86]
- EmblemHealth y Standard & Poor's, en 55 Water Street[87][88] HIP Health Plan of New York, que pasó a formar parte de EmblemHealth, se trasladó allí con 2000 empleados en octubre de 2004. Fue la mayor reubicación de una empresa en el centro de Manhattan tras los atentados del 11 de septiembre.[89]
- Goldman Sachs, en 200 West Street
- Group M, 3 World Trade Center[90]
- Hudson's Bay Company, Brookfield Place, la empresa matriz de Saks, Lord and Taylor y Gilt Groupe[91]
- IBT Media, editora del International Business Times y Newsweek, entre otras publicaciones; ubicada en Hanover Square
- Nielsen Company y su filial Nielsen Media Research[92].[93]
- PR Newswire, en 350 Hudson Street[94]
- Spotify, 4 World Trade Center[95]
- Verizon Communications, en 140 West Street[96]

Antes de los atentados del 11 de septiembre, One World Trade Center servía como sede de Cantor Fitzgerald. Antes de su disolución, la sede de US Helicopter estaba en el Bajo Manhattan. Cuando existía Hi Tech Expressions, su sede estaba en el Bajo Manhattan.

## Gobierno e infraestructuras

### Vehículos
El Bajo Manhattan es accesible en vehículo a través de varias vías principales. Desde Nueva Jersey, se puede acceder al Bajo Manhattan a través del túnel Holland desde la Interestatal 78. Desde Queens, Long Island y puntos del este, se accede a través del túnel Queens Midtown desde la Long Island Expressway. Desde el Medio y el Alto Manhattan, es accesible a partir de la West Side Highway.

### Metro
La sede de la Autoridad Portuaria de Nueva York y Nueva Jersey se encuentra en el 4 World Trade Center del complejo World Trade Center.
El ayuntamiento y las infraestructuras gubernamentales relacionadas de la ciudad de Nueva York se encuentran en el Bajo Manhattan, junto al City Hall Park. El Jacob K. Javits Federal Building está situado en el Civic Center. Incluye la oficina de campo de la Oficina Federal de Investigación de Nueva York.
Muchas rutas del Metro de Nueva York convergen en el downtown. El centro de conexión más grande, Fulton Center, se completó en 2014 tras un proyecto de reconstrucción de 1.400 millones de dólares necesario tras los atentados del 11 de septiembre de 2001, e incluye seis estaciones distintas. A finales de 2014, se preveía que este intercambiador diera servicio a 300.000 pasajeros diarios. El Hub de transporte del World Trade Center y estación PATH abrió sus puertas en 2016. Los servicios de ferry también se concentran en el centro, incluidos el Ferry de Staten Island en la Terminal Whitehall, el NYC Ferry en el Pier 11/Wall Street (y la Battery Park City Ferry Terminal a partir de 2020), y el servicio a Governors Island en el Battery Maritime Building.

### Bus
Muchos autobuses exprés de la MTA tienen paradas en el bajo Manhattan, las líneas SIM1, SIM2, SIM4, SIM5, SIM7, SIM9, SIM15, SIM32, SIM33, SIM34 y SIM35 a Staten Island, las líneas BM1, BM2, BM3, BM4, X27 y X28}} a Brooklyn, el QM7, QM8, QM11 y el QM25 a Queens, y el BxM18 a El Bronx.